# Università Cattolica dell'Uruguay
L'Università Cattolica dell'Uruguay (Universidad Católica del Uruguay Dámaso Antonio Larrañaga) è un'università privata e cattolica retta dai gesuiti, situata a Montevideo,  Uruguay. Fondata nel 1985, deve il suo nome al prete Dámaso Antonio Larrañaga.